# Carolina di Borbone-Due Sicilie
Maria Carolina Ferdinanda Luisa di Borbone (Caserta, 5 novembre 1798 – Mureck, 16 aprile 1870) fu principessa delle Due Sicilie per nascita e duchessa di Berry per matrimonio. Era la madre del sovrano legittimista Enrico V di Francia.

## Biografia

### Infanzia ed esilio
Carolina di Borbone delle Due Sicilie nacque nel 1798 ed era la primogenita del Principe ereditario di Napoli e Sicilia, Francesco e della moglie, Maria Clementina d'Austria, che morì quando la figlia aveva solo due anni. Il padre sposò come in seconde nozze, l'Infanta Maria Isabella di Borbone-Spagna.        Era la nipote del re Ferdinando I delle Due Sicilie e di Leopoldo II d'Asburgo-Lorena; fra i suoi cugini vi erano Maria Luisa di Francia, Maria Leopoldina del Brasile, Leopoldo II di Toscana, Maria Teresa di Sardegna, Maria Enrichetta del Belgio e della regina Maria Adelaide di Savoia.
Carolina venne battezzata con i nomi dei nonni paterni, la regina Maria Carolina e re Ferdinando I, e della nonna materna, l'imperatrice Maria Luisa. Un mese dalla nascita di Carolina, la famiglia reale si rifugiò a Palermo a seguito dell'invasione francese da parte di Napoleone Bonaparte, in Italia. Successivamente Carolina tornò a Napoli nel 1801, ma cinque anni dopo dovette di nuovo recarsi in Sicilia, poiché le truppe borboniche erano state sconfitte dai francesi e la corona del regno venne affidata a Giuseppe Bonaparte, fratello maggiore dell'Imperatore dei Francesi, e poi a Gioacchino Murat. Ferdinando riacquistò il trono con la restaurazione nel 1815 e così Carolina ritornò a Napoli assieme alla famiglia.

### Primo matrimonio
Con la Restaurazione, i Borbone erano ritornati sul trono ed il nuovo sovrano, Luigi XVIII, era vedovo e senza figli e così i nipoti, figli del fratello Carlo Filippo, avevano il compito di proseguire la dinastia; il primogenito Luigi Antonio aveva sposato la cugina Maria Teresa, figlia di Luigi XVI e Maria Antonietta, mentre il fratello, Carlo Ferdinando, duca di Berry, era celibe. Carolina, appartenente ad un ramo cadetto dei Borbone-Francia, venne promessa al Duca di Berry .          
Carolina e Carlo Ferdinando si sposarono il 15 giugno 1816 nella Cattedrale di Notre-Dame, a Parigi. Nonostante il loro matrimonio fosse stato combinato e lo sposo fosse più anziano di vent'anni, i due formarono una coppia molto unita. Andarono a vivere al Palazzo dell'Eliseo, sistemato appositamente per loro. La coppia ebbe quattro figli, ma solo due raggiunsero l'età adulta.

### Vedovanza e passatempi
Nel 1820 il marito, considerato ultra realista, venne assassinato da un rivoluzionario e così Carolina, divenuta vedova, si trasferì nel Palazzo delle Tuileries. Carolina aveva un temperamento completamento opposto a quello della cognata, Maria Teresa, duchessa d'Angoulême; Carolina, duchessa di Berry, era poco attaccata all'etichetta, amava invitare gente ed era molto sensibile alla moda, inoltre una grande mecenate che incoraggiava pittori, musicisti e letterati. Dopo una rappresentazione a corte dei commedianti del Teatro del Ginnasio, Carolina ne acquisì il patrocinio e da allora il teatro assunse il nome Teatro di Madame, fino al 1830.
Carolina amava allontanarsi spesso dalla capitale, ed ebbe un ruolo non trascurabile nella voga dei bagni a mare, soprattutto a Boulogne-sur-Mer e a Dieppe, praticando volentieri questi passatempi durante le belle stagioni. Fu proprio lei a inaugurare una sezione del canale della Somme.

### Esilio e ritorno in Francia
Nel 1830 il re Carlo X, suocero di Carolina, abdicò in suo favore in seguito alla Rivoluzione di luglio, scoppiata in seguito al tentativo del re e del primo ministro Jules de Polignac di restaurare la monarchia assoluta, ma il parlamento non accettò questa abdicazione, accompagnata peraltro anche da quella del delfino Luigi Antonio. A succedere al trono fu quindi il piccolo Enrico, conte di Chambord, figlio di Carolina. L'ex sovrano, Carlo X nominò il cugino Luigi Filippo d'Orléans reggente temporaneo, anche chiamato luogotenente generale, avente il compito di gestire la transizione. Questo chiese che il piccolo Enrico andasse a Parigi per avere l'investitura formale in Parlamento, ma a Carolina, che intendeva presenziare all'evento, fu impedito di recarsi nella capitale e inoltre Carlo X ed il Duca d'Angoulême si rifiutarono di far partire il nipote, finché il nuovo governo non si fosse insediato e la situazione si fosse calmata. Il Parlamento francese decise di affidare la corona agli Orléans e nominò re Luigi Filippo, instaurando un regime costituzionale parlamentare di tipo liberale-borghese, che prese il nome di Monarchia di Luglio. I Borbone furono costretti all'esilio nuovamente e Carolina cercò comunque di essere nominata reggente per il figlio, che venne riconosciuto dai legittimisti col nome di Enrico V di Francia.

Due anni più tardi, nel 1832, Carolina ritornò clandestinamente in Francia, dove, riunita ai legittimisti francesi, cercò di rovesciare gli Orléans tramite una sollevazione popolare, la quale non avvenne e così l'operazione fallì. La Duchessa cercò rifugio in una casa a Nantes ma, tradita da un certo Deutz, dopo aver tentato invano di fuggire attraverso il camino, fu arrestata dalla polizia del ministro degli Interni Thiers.

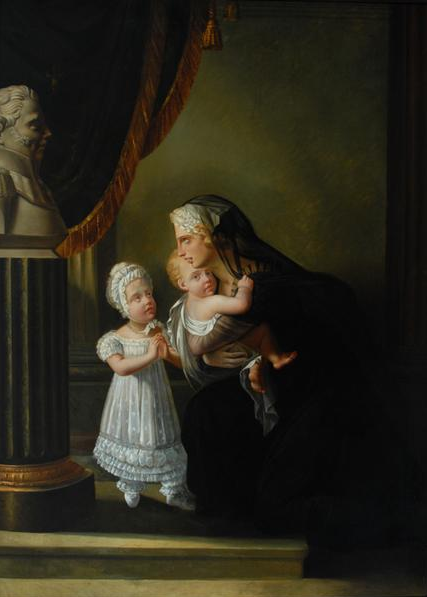
La Duchessa vedova di Berry in lutto coi figli prega davanti a un busto del marito di François Gérard, 1822

### Scandali e secondo matrimonio
Si aprì, allora, un assai delicato scandalo: Carolina era stata coinvolta nel malaccorto tentativo di sollevazione come vedova del figlio di Carlo X (assassinato il 13 febbraio 1820 e martire della casa reale) e madre dell'erede al trono, loro figlio il Conte di Chambord. Nel corso della prigionia nella fortezza di Blaye, le nacque una figlia, Anna Maria (presto morta), evidentemente non dal defunto marito. In tale occasione la Duchessa fu costretta ad ammettere un segreto matrimonio con il duca Ettore Lucchesi Palli (1806-1864), un nobile siciliano. Questi fatti fecero molto rumore e vennero usati dal governo di Luigi Filippo (che aveva fatto assistere al parto dei testimoni scelti dal maresciallo Bugeaud)., come propaganda anti-borbonica.

### Secondo esilio
Arrestata, le fu permesso di lasciare la Francia l'8 giugno 1833 per Palermo. Da lì, si mise in viaggio per Praga, ma Carlo X rifiutava di accoglierla se non a condizioni determinate. La questione, infatti, era molto delicata in quanto la Duchessa aveva agito come vedova del figlio di Carlo X e madre dell'erede al trono.
Carlo X, dunque, pretendeva la prova della esistenza di un regolare atto di matrimonio con il duca Ettore Lucchesi Palli e affidò la delicata missione a Montbel, già ministro degli interni, insieme a Ferron, già ministro degli esteri nel 1827-29. Questi intercettarono Carolina a Firenze, in settembre, e ottennero la consegna del contratto (sino ad allora conservato in Vaticano). Dopodiché la protagonista dello scandalo incontrò un secondo messaggero, Chateaubriand (anch'egli ex-ministro) a Venezia il 18 settembre e il 20 seppe che l'udienza era stata rifiutata.
Sinché non venne ammessa alla presenza del suocero, dal 13 al 18 ottobre, a Lubiana. Qui si vide allontanata dalla famiglia reale, che le rifiutò la direzione dell'educazione del figlio. Questo perché in realtà, come è risultato chiaramente anche da studi recenti, il padre della bimba partorita in prigionia, era un capo della rivolta e non il Duca Lucchesi Palli, che acconsentì al matrimonio per coprire lo scandalo e perché voleva bene alla Principessa.

### Ultimi anni e morte
La Duchessa di Berry venne quindi accolta in Belgio. Si trasferì in seguito in Austria, dove visse fino alla morte, avvenuta a Brunnsee nel 1870.

## Discendenza
La principessa Maria Carolina e il duca Carlo Ferdinando di Francia, suo primo marito, ebbero quattro figli:
- Luisa Elisabetta, principessa di Francia (13 luglio 1817 – 14 luglio 1817);
- Luigi, principe di Francia (nato e morto il 13 settembre 1818);
- Luisa Maria, che divenne per matrimonio Duchessa di Parma e Piacenza (21 settembre 1819 – 1º febbraio 1864);
- Enrico d'Artois, conte di Chambord (29 settembre 1820 – 24 agosto 1883).

Dal suo secondo matrimonio con Ettore Carlo Lucchesi-Palli, duca della Grazia, nacquero:
- Anna Maria Rosalia Lucchesi-Palli (10 maggio 1833 – ottobre 1833);[3]
- Maria Bianca Lucchesi Palli (8 dicembre 1834 - 15 dicembre 1834);
- Clementina Lucchesi-Palli (19 novembre 1835 – 22 marzo 1925) sposò il conte Camillo Zileri dal Verme degli Obbizi;
- Francesca di Paola Lucchesi-Palli (12 ottobre 1836 – 10 maggio 1923) sposò Camillo Massimo, principe di Arsoli che era figlio di Vittorio Emanuele Camillo IX Massimo e di Maria Gabriella di Savoia-Villafranca, figlia di Giuseppe Maria di Savoia-Villafranca, e furono i genitori di Francesco, principe di Arsoli che fu a sua volta suocero della principessa Adelaide di Savoia, figlia del principe Tommaso, duca di Genova e di sua moglie la principessa Isabella di Baviera; l'altro suo figlio Fabrizio Massimo, principe di Roviano sposò Beatriz di Spagna, figlia di Carlos, duca di Madrid e della sua prima moglie la principessa Margherita di Parma;
- Maria Isabella Lucchesi-Palli (18 marzo 1838 – 1º aprile 1873), sposò in prime nozze Massimiliano dei Marchesi Cavriani e in seconde nozze il conte Giovanni Battista de Conti;
- Adinolfo Lucchesi-Palli, duca della Grazia (10 marzo 1840 – 4 febbraio 1911), sposò Lucrezia Nicoletta Ruffo di Bagnara; suo figlio Pietro Lucchesi-Palli sposò Beatrice Colomba Maria di Borbone, principessa di Parma, figlia di Roberto I, duca di Parma e della sua prima moglie la principessa Maria Pia delle Due Sicilie.

## Titoli e trattamento
- 5 novembre 1798 - 24 aprile 1816: Sua Altezza Reale, la principessa Carolina di Napoli e Sicilia
- 24 aprile 1816 - 14 febbraio 1820: Sua Altezza Reale, la Duchessa di Berry
- 14 febbraio 1820 - 17 aprile 1870: Sua Altezza Reale, la Duchessa Vedova di Berry

## Ascendenza
|                                  |                             |                                        | Genitori                                      |  |  | Nonni |  |  | Bisnonni            |  |  | Trisnonni           |  |
|                                  |                             |                                        |                                               |  |  |       |  |  | Carlo III di Spagna |  |  | Filippo V di Spagna |  |
|                                  |                             |                                        |                                               |  |  |       |  |  | Carlo III di Spagna |  |  | Filippo V di Spagna |  |
|                                  |                             | Elisabetta Farnese                     |                                               |  |  |       |  |  | Carlo III di Spagna |  |  |                     |  |
| Ferdinando I delle Due Sicilie   |                             |                                        |                                               |  |  |       |  |  | Carlo III di Spagna |  |  |                     |  |
|                                  |                             | Maria Amalia di Sassonia               | Augusto III di Polonia                        |  |  |       |  |  |                     |  |  |                     |  |
|                                  |                             | Maria Amalia di Sassonia               | Augusto III di Polonia                        |  |  |       |  |  |                     |  |  |                     |  |
|                                  |                             | Maria Amalia di Sassonia               | Maria Giuseppa d'Austria                      |  |  |       |  |  |                     |  |  |                     |  |
| Francesco I delle Due Sicilie    |                             | Maria Amalia di Sassonia               |                                               |  |  |       |  |  |                     |  |  |                     |  |
|                                  |                             | Francesco Stefano di Lorena            | Leopoldo di Lorena                            |  |  |       |  |  |                     |  |  |                     |  |
|                                  |                             | Francesco Stefano di Lorena            | Leopoldo di Lorena                            |  |  |       |  |  |                     |  |  |                     |  |
|                                  |                             | Francesco Stefano di Lorena            | Elisabetta Carlotta di Borbone-Orléans        |  |  |       |  |  |                     |  |  |                     |  |
| Maria Carolina d'Asburgo-Lorena  |                             | Francesco Stefano di Lorena            |                                               |  |  |       |  |  |                     |  |  |                     |  |
|                                  |                             | Maria Teresa d'Austria                 | Carlo VI d'Asburgo                            |  |  |       |  |  |                     |  |  |                     |  |
|                                  |                             | Maria Teresa d'Austria                 | Carlo VI d'Asburgo                            |  |  |       |  |  |                     |  |  |                     |  |
|                                  |                             | Maria Teresa d'Austria                 | Elisabetta Cristina di Brunswick-Wolfenbüttel |  |  |       |  |  |                     |  |  |                     |  |
| Carolina delle Due Sicilie       |                             | Maria Teresa d'Austria                 |                                               |  |  |       |  |  |                     |  |  |                     |  |
|                                  | Francesco Stefano di Lorena | Leopoldo di Lorena                     |                                               |  |  |       |  |  |                     |  |  |                     |  |
|                                  | Francesco Stefano di Lorena | Leopoldo di Lorena                     |                                               |  |  |       |  |  |                     |  |  |                     |  |
|                                  | Francesco Stefano di Lorena | Elisabetta Carlotta di Borbone-Orléans |                                               |  |  |       |  |  |                     |  |  |                     |  |
| Leopoldo II d'Asburgo-Lorena     | Francesco Stefano di Lorena |                                        |                                               |  |  |       |  |  |                     |  |  |                     |  |
|                                  |                             | Maria Teresa d'Austria                 | Carlo VI d'Asburgo                            |  |  |       |  |  |                     |  |  |                     |  |
|                                  |                             | Maria Teresa d'Austria                 | Carlo VI d'Asburgo                            |  |  |       |  |  |                     |  |  |                     |  |
|                                  |                             | Maria Teresa d'Austria                 | Elisabetta Cristina di Brunswick-Wolfenbüttel |  |  |       |  |  |                     |  |  |                     |  |
| Clementina d'Austria             |                             | Maria Teresa d'Austria                 |                                               |  |  |       |  |  |                     |  |  |                     |  |
|                                  |                             | Carlo III di Spagna                    | Filippo V di Spagna                           |  |  |       |  |  |                     |  |  |                     |  |
|                                  |                             | Carlo III di Spagna                    | Filippo V di Spagna                           |  |  |       |  |  |                     |  |  |                     |  |
|                                  |                             | Carlo III di Spagna                    | Elisabetta Farnese                            |  |  |       |  |  |                     |  |  |                     |  |
| Maria Ludovica di Borbone-Spagna |                             | Carlo III di Spagna                    |                                               |  |  |       |  |  |                     |  |  |                     |  |
|                                  |                             | Maria Amalia di Sassonia               | Augusto III di Polonia                        |  |  |       |  |  |                     |  |  |                     |  |
|                                  |                             | Maria Amalia di Sassonia               | Augusto III di Polonia                        |  |  |       |  |  |                     |  |  |                     |  |
|                                  |                             | Maria Amalia di Sassonia               | Maria Giuseppa d'Austria                      |  |  |       |  |  |                     |  |  |                     |  |
|                                  |                             | Maria Amalia di Sassonia               |                                               |  |  |       |  |  |                     |  |  |                     |  |